# 博韦勒 (索姆省)
博韦勒（法語：Bovelles，法語發音：[bɔvɛl]）是法国上法兰西大区索姆省的一个市镇，位于该省南部，属于亚眠区。

## 地理
博韦勒（49°52'57"N, 2°8'43"E）面积6.87 平方千米，位于法国上法蘭西大區索姆省，该省份为法国北部沿海省份，北起加来海峡省和北部省，西接滨海塞纳省和大西洋英吉利海峡，南至瓦兹省，东临埃纳省。
与博韦勒接壤的市镇（或旧市镇、城区）包括：赛斯瓦勒、索姆河畔阿伊、费里耶尔、吉涅米库尔、皮基尼、皮西、瑟村。

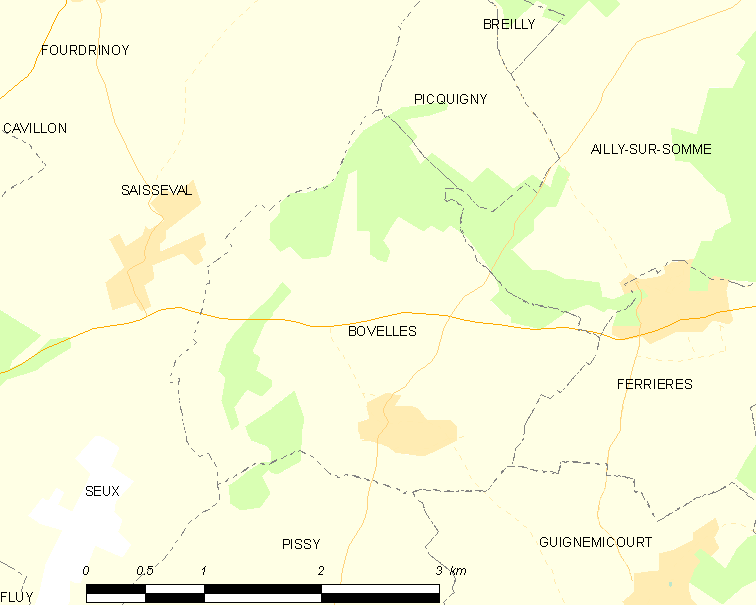
的OSM定位图

博韦勒的时区为UTC+01:00、UTC+02:00（夏令时）。

## 行政
博韦勒的邮政编码为80540，INSEE市镇编码为80130。

## 政治
博韦勒所属的省级选区为索姆河畔阿伊县。

## 人口

1962-2008年间人口变化图示

博韦勒于2022年1月1日时的人口数量为419人。